# Riot, Riot, Upstart
Riot, Riot, Upstart é o sexto álbum de estúdio da banda Agnostic Front, lançado a 7 de Setembro de 1999.
| Críticas profissionais                                                      | Críticas profissionais |
| Avaliações da crítica                                                       | Avaliações da crítica  |
| Fonte                                                                       | Avaliação              |
| --------------------------------------------------------------------------- | ---------------------- |
| Allmusic                                                                    | [ 1 ]                  |
| Esta tabela precisa de ser acompanhada por texto em prosa. Consulte o guia. |                        |

## Faixas
1. "Police State" – 1:03
2. "I Had Enough" – 1:37
3. "Riot, Riot, Upstart" – 2:12
4. "Sit And Watch" – 1:51
5. "Blood, Death and Taxes" – 1:22
6. "Frustration" – 1:19
7. "Sickness" – 1:32
8. "Shadows" – 1:40
9. "Nowhere to Go" – 2:45
10. "Trust" – 2:11
11. "My Life" – 2:16
12. "It's Time" – 1:29
13. "Rock Star" – 1:34
14. "Nothing's Free" – 1:45
15. "Price You Pay" – 0:55
16. "Jailbreak" – 1:36
17. "Bullet on Mott St." – 2:04

## Créditos
- Roger Miret – Vocal
- Vinnie Stigma – Guitarra
- Rob Kabula – Baixo
- Jim Colletti – Bateria